# Socijalistička Federativna Republika Jugoslavija
Socijalistička Federativna Republika Jugoslavija (pokrata: SFRJ), pod kolokvijalnim imenom Druga Jugoslavija ili Titova Jugoslavija, naziv je za bivšu socijalističku državu koja je obuhvaćala današnje države Sloveniju, Hrvatsku, Bosnu i Hercegovinu, Srbiju, Crnu Goru, Kosovo i Sjevernu Makedoniju, a postojala je od 1943. do 1992. godine - kada je nastupila njena disolucija, tj. raspad SFRJ.
Kroz cijelo vrijeme njezinog postojanja, cjelokupnu vlast u državi imala je komunistička stranka, tj. Savez komunista Jugoslavije (do 1952. Komunistička partija Jugoslavije) na čelu s Josipom Brozom Titom. Bila je osnivačka članica Ujedinjenih naroda, Pokreta nesvrstanih i raznih drugih međunarodnih ustanova poput primjerice CERN-a.
Proglašena je 1943. godine na teritoriju Kraljevine Jugoslavije pod nazivom Demokratska Federativna Jugoslavija, te je kasnije međunarodno priznata kao pravni nasljednik Kraljevine. 1946. godine je dobila službeni naziv Federativna Narodna Republika Jugoslavija, a Ustavom 1963. dobila je svoj posljednji naziv Socijalistička Federativna Republika Jugoslavija.
S obzirom na to da je najveći dio postojanja bila pod vlašću Saveza komunista Jugoslavije, odnosno kao službenu ideologiju i društveno-ekonomski sistem koristila socijalističko samoupravljanje, za SFRJ se koriste izrazi socijalistička ili komunistička Jugoslavija. Zbog dugogodišnje vlasti Josipa Broza Tita, koristi se također i naziv Titova Jugoslavija. Od raspada SFRJ 1991. godine do danas se često koristi koristi izraz bivša Jugoslavija.
SFR Jugoslavija je postigla nezanemariv međunarodni ugled zahvaljujući borbi protiv fašizma, otporu dominaciji SSSR-a pod Staljinovim vodstvom, politici nesvrstanoga pokreta u kojem se okupilo više od milijarde stanovnika planete; s druge strane je u SFRJ bilo znatnih problema na području ljudskih prava, slično stanju u drugim zemljama kojima su vladale komunističke partije.
Tijekom svojega postojanja će komunistička Jugoslavija pristupiti brojnim međunarodnim konvencijama o ljudskim pravima. Međutim se u SFRJ sve zakone, pa i one kojima su se razrađivala ljudska prava, primjenjivalo uz jaku ideološku obojenost; stoga su ravnopravnost uživali samo oni građani koji izražavaju od režima prihvaćeno političko mišljenje. Svi drugi su bili i de facto i de iure neravnopravni.
Godine 1989. – u vrijeme tzv. Perestrojke u Sovjetskom Savezu – postali su mogući prvi stidljivi oblici oporbene djelatnosti: intelektualci su govorili na tribinama, a policijske službe ih zbog toga nisu zatvarale. Nakon pada Berlinskog zida u listopadu 1989. i Revolucije u Rumunjskoj u prosincu iste godine, početkom 1990. god. dopušteno je u Jugoslaviji (ne u svim njenim dijelovima ravnomjerno) osnivanje novih političkih stranaka i potom 1990. dolazi da prvih višestranačkih izbora u Hrvatskoj i drugim republikama SFRJ. Povodom tih izbora, ukazuje se temeljna nestabilnost jugoslavenske državne tvorevine, te su zapravo oni predstavljali uvod u raspad SFRJ: ne-komunističke vlasti Slovenije i Hrvatske teško su nalazile zajednički jezik s komunistima koji su uglavnom nastavljali upravljati preostalim dijelom Jugoslavije – u tome su srpski komunisti ponavljali tezu o ugroženosti Srba i potpirivati nezadovoljstvo etničkih Srba u Hrvatskoj, te Bosni i Hercegovini, pripremajući se za mogućnost oružanog obračuna između naroda Jugoslavije. Nikakva jača svejugoslavenska politička snaga se nije formirala, a preko granica pojedinih republika surađivale su razne stranke isključivo po etničkom principu: stranke Srba su surađivale sa strankama Srba iz drugih republika, a primjerice HDZ iz Hrvatske je surađivao s HDZ BiH.  Zajednička Jugoslavenska narodna armija – u kojoj je prevladavao srpski zapovjedni kadar, znatno više nego u ukupnom stanovništvu Jugoslavije – u svibnju 1990. god. odlučuje razoružati Teritorijalnu obranu u Sloveniji (provedba te odluke u Sloveniji nije uspjela), Hrvatskoj i Bosni i Hercegovini, i odmah potom pristuplja masovnom dijeljenu vojnog naoružanja etničkim Srbima u Hrvatskoj i u Bosni i Hercegovini.
SFRJ valja razlikovati od Savezne Republike Jugoslavije, koja je postojala od 1992. do 2003. godine – koja je pretendirala biti isključivi nasljednik SFRJ, ali joj međunarodna zajednica to nije priznala: smatra se u međunarodnoj zajednici da je SFRJ prestala postojati 1992. godine bez univerzalnog pravnog sljednika.

## Ime države
Država je promijenila tri službena imena:
- od drugog zasjedanja AVNOJ-a (29. studenoga 1943.) novostvorena država zove se  Demokratska Federativna Jugoslavija (DFJ)[18]
- deklaracijom Ustavotvorne skupštine od 29. studenoga 1945. država se zove Federativna Narodna Republika Jugoslavija (FNRJ)[19]
- Ustavom od 7. travnja 1963. država se zove Socijalistička Federativna Republika Jugoslavija (SFRJ)[20]

U doba njenog postojanja nazivali su je Nova Jugoslavija, kako bi ju razlikovali od prethodne, stare tj. Kraljevine Jugoslavije.
U pravnoj znanosti postoje autori koji smatraju Kraljevinu SHS i raniju Kraljevinu Srbiju te istom državom; takvi autori u pravilu smatraju također i da su Kraljevinu Jugoslaviju i kasnija SFRJ jedna te ista država (tj., da je svaka Jugoslavija u suštini bila "proširena Srbija"). Drugi kritiziraju takva stajališta, kao bazirana na neadekvatnoj primjeni pravila međunarodnog prava. Noviji autori uglavnom konstatiraju da je "FNRJ nastala nakon završetka Drugog svjetskog rata", a čak je i Republika Srbija tijekom pregovora o sukcesiji iza SFRJ pobijala tezu da bi SFRJ bila pravni sljednik Kraljevine Jugoslavije.
- Zastava Demokratske Federativne Jugoslavije
- Grb Demokratske Federativne Jugoslavije

## Povijest

### Drugi svjetski rat i poraće
Tijekom Drugog svjetskog rata KP Jugoslavije (KPJ; zabranjena od 1921), pod vodstvom Josipa Broza-Tita, uspješno je organizirala partizanski oružani otpor okupatorima i njihovim saveznicima, snagama NDH i ostatcima kraljevske vojske (četnici). Od kraja 1942. partizanski je pokret stvarao političko-predstavnička tijela (AVNOJ i dr.), kao osnovicu za federalno uređenje poratne Jugoslavije. U borbi za diplomatsko priznanje, Tito je pristao (1944.) na sudjelovanje dijela građanskih stranaka u prijelaznoj vlasti i izborima, no njihov veći utjecaj bio je blokiran. Privremena vlada Demokratske Federativne Jugoslavije, pod Titovim predsjedništvom, osnovana je u ožujku 1945. i priznata od Velike Britanije, SAD-a i SSSR-a. Nakon prvih poratnih izbora (11. studenog 1945.), KPJ zadržala je vlast i uspostavila jednopartijski režim. Federativna Narodna Republika Jugoslavija (FNRJ) proglašena je 29. studenog 1945. (svrgnuta dinastija Karađorđevića bila je lišena svih prava). Tito je bio imenovan za premijera, a 14. siječnja 1953. postao je predsjednik republike. Ustav FNRJ donesen je 30. siječnja 1946., a do početka 1947. doneseni su i ustavi republika (Crne Gore, Bosne i Hercegovine, Makedonije, Slovenije, Srbije i Hrvatske). Uspostavljanje republika provedeno je uz znatne izmjene teritorija južnoslavenskih zemalja ujedinjenih 1918. Hrvatska je sjedinila područje nekadašnje Hrvatske i Slavonije, Dalmaciju, područje Rijeke i veći dio Istre, dobila je Međimurje i Baranju, a ustupila istočni Srijem (Srbiji) te Boku i južno primorje (Crnoj Gori, koja je Srbiji ustupila Metohiju). Od nekadašnje južne Srbije stvorena je Makedonija, a Vojvodina je ušla u sastav Srbije. Sloveniji je pripojeno Prekomurje, a nakon razgraničenja s Italijom (1947., 1954.) i dio teritorija ustupljenoga Rapallskim ugovorom (veći dio Istre sjedinjen je Hrvatskoj). Uglavnom nepromijenjene ostale su granice Bosne i Hercegovine, koja je Crnoj Gori ustupila područje Sutorine. U Srbiji su 1945. formirane Autonomna Pokrajina Vojvodina i Autonomna Kosovsko-Metohijska Oblast (od 1963. Autonomna Pokrajina Kosovo). Od kraja 1950-ih, nakon dovršena razgraničenja prema susjednim državama, FNRJ je obuhvaćala oko 255 800 km²: Srbija 34,5% (88 361 km²), Hrvatska 22,1% (56 542 km²), BiH 20% (51 129 km²), Makedonija 10,1% (25 713 km²), Slovenija 7,9% (20 251 km²) i Crna Gora 5,4% (13 812 km²). Oko 8,4% teritorija FNRJ obuhvaćala je Vojvodina (21 506 km²), a 4,3% Kosovo i Metohija (10 887 km²); Vojvodina je obuhvaćala 24,3% srbijanskoga teritorija, a Kosovo i Metohija 12,3%. Prema udjelu u ukupnom stanovništvu (16,93 milijuna stanovnika 1953.) najviše je bilo Srba (41,6%), Hrvata (23,4%) i Slovenaca (8,8%), a zatim neopredijeljenih Jugoslavena (5,9%), Makedonaca (5,3%), Šiptara, tj. Albanaca (4,5%), Madžara (3%), Crnogoraca (2,8%), Turaka (1,5%) i dr. Većina neopredijeljenih Jugoslavena bili su Muslimani, kojima je pod tim imenom nacionalna zasebnost priznata tijekom 1960-ih. Nacionalna se struktura stanovništva u idućim godinama promijenila: 1981. u ukupnom stanovništvu SFRJ (22,4 mil.) Srba je bilo 36,3%, Hrvata 19,8%, Muslimana 8,9%, Slovenaca 7,8%, Albanaca 7,7%, Makedonaca 6%, Crnogoraca 2,6%, Madžara 1,9% i dr.
Razdoblje II. svjetskog rata i dolaska komunista na vlast bio je od središnjeg značaja u propagandi jugoslavenskog  komunističkog režima, te se o okolnostima koje za tu propagandu nisu bile povoljne nije uopće smjelo govoriti i pisati, čak ni u znanstvenim djelima. Odmah nakon što su komunisti ovladali Beogradom krajem 1944. godine, organizirano su pristupili uništavanju arhivske građe koja je govorila o za njih neugodnim činjenicama; istodobno su namjerno u arhive umetani krivotvoreni dokumenti koji su komuniste prikazivali u boljem, a njihove suparnike u lošijem svjetlu.

### Međunarodni odnosi
U međunarodnim odnosima Jugoslavija se ispočetka posve priklanjala komunističkim državama. Ugovor o prijateljstvu i uzajamnoj pomoći sa SSSR-om bio je potpisan 11. travnja 1945. Odnosi sa SAD-om i Velikom Britanijom bili su pogoršani zbog ulaska Jugoslavenske armije u Julijsku krajinu i u Korušku (povukla se u lipnju 1945.), kojih je dijelove Jugoslavija zahtijevala pozivajući se na njihov etnički sastav (pri određivanju austrijskih granica 1949. ti zahtjevi nisu bili prihvaćeni). Na prijepornom teritoriju sjeverozapadne Istre i Trsta, savezničke sile pobjednice dogovorile su 2. srpnja 1946. stvaranje Slobodnoga Teritorija Trsta (STT). Mirovni ugovor s Italijom Jugoslavija je potpisala u Parizu 10. veljače 1947., a status STT-a opterećivao je međusobne odnose sve do sporazuma o njegovoj podjeli 5. listopada 1954. Time je Jugoslavija dovršila sjedinjenje većega dijela teritorija (8262 km²) koji je sporazumima u Rapallu (1920.) i Rimu (1924.) bio priznat Italiji (ostala sporna pitanja s Italijom konačno su riješena 1975. Osimskim sporazumima). 
U drugoj polovici 1940-ih Jugoslavija je pomagala komunističku gerilu u Grčkoj i režim u Albaniji - Albanski vrh je od planiranog pripojenja Jugoslaviji odustao tek na nalog Moskve 1948. godine - a s Bugarskom je na ravnopravnoj razini pregovarala o stvaranju federacije (Bledski sporazumi). Odbijanje jugoslavenskog vodstva da se podredi SSSR-u izazvalo je 1948.  godine politički sukob (Informbiro), a potom sovjetsku blokadu Jugoslavije. Razlaz sa SSSR-om uzrokovao je podjele unutar KPJ i političke progone (Goli otok). 
Tijekom sovjetske blokade 1950-ih Jugoslavija je primala pomoć iz zapadnih država, a 1953. – 54. bila je u obrambenom protusovjetskom Balkanskom paktu s Turskom i Grčkom, koji je sadržavao odredbu da se vojni napad na bilo koju od tih zemalja ima tretirati kao napad na sve tri.
Od polovice 1950-ih odnosi sa SSSR-om postupno su poboljšavani, na nezadovoljstvo SAD-a. Nakon što je Sovjetski Savez 1956. godine izveo vojnu intervenciju u Mađarskoj 1956. našla se Jugoslavija do kraja 1950-ih godina u situaciju da ima napete odnose i sa SSSR-om (koji se prema Jugoslaviji u vrijeme krize u Mađarskoj odnosio kao prema potencijalnom neprijatelju) i sa SAD-om (koji je Jugoslaviji prestao davati vojnu pomoć 1957. godine). Sredinom 1950-ih Jugoslavija je bila među osnivačima pokreta nesvrstanih. Naposljetku je baš zahvaljujući svojem laviranju između sukobljenih blokovskih interesa Jugoslavija ostvarila dosta dobre odnose s oba bloka; čemu je doprinijela okolnost da je tijekom 1950.-ih godina jugoslavensko gospodarstvo  (suradnji s kojim niti jedan od blokova nije tih godina bio odlučio zatvoriti vrata) ostvarilo dovoljno dobre rezultate. Takav nesvrstani međunarodni položaj SFRJ pridonijet će dužem opstanku države i u vrijeme kada će se država nakon smrti Josipa Broza Tita 1980. godine država naći u ozbiljnoj gospodarskoj i političkoj krizi: Zapad nije htio riskirati da Jugoslavija posve uraste u Istočni blok, jednako kao što istočni blok nije bio speman riskirati da prestane socijalizam u Jugoslaviji, pa su i jedni i drugi pružili potporu režimu koji je ostao nakon Titove smrti.

### Unutarnji odnosi
Unutar Jugoslavije komunistička je vlast provodila revolucionarne mjere (1945. – 49.) poput konfiskacije imovine, nacionalizacije, kolektivizacije i dr. Uz suđenja ratnim zločincima organizirana su i mnogobrojna politička suđenja.  Njemačka manjina uglavnom je protjerana, a državna represija bila je osobito izražena na Kosovu. Početkom studenoga 1952. KPJ bila je preustrojena u SK Jugoslavije (SKJ). U partijsko vodstvo (Izvršni komitet CK), na čelu s Titom, postavljeni su Vladimir Bakarić, Milovan Đilas, Edvard Kardelj, Aleksandar Ranković i dr. U partijskom i državnom vodstvu sučeljavala su se različita mišljenja o socijalističkom uređenju Jugoslavije. Zagovornicima samoupravljanja, državne decentralizacije i veće samostalnosti jugoslavenskih republika suprotstavljali su se pristaše državnog socijalizma zasnovanoga na strogom centralizmu i apsolutnom državno–partijskom nadzoru. S novim ustavom (7. travnja 1963.) osnaženo je društveno samoupravljanje, a FNRJ je preimenovana u Socijalističku Federativnu Republiku Jugoslaviju (SFRJ). Od 1964. federacija se nastojala reformirati radi jačanja političkih i gospodarskih ovlasti republika. Sukobi u vrhu vlasti doveli su do smjene potpredsjednika republike Aleksandra Rankovića u srpnju 1966. (Brijunski plenum), čime je oslabljena centralistička struja u državnom i partijskom vodstvu. Početkom lipnja 1968. došlo je do studentskih demonstracija sa zahtjevima za bržom demokratizacijom. U protestima na Kosovu, u studenome 1968., iznošeni su i separatistički zahtjevi. Ograničena društvena liberalizacija potkraj 1960-ih i na početku 1970-ih kratkotrajno je omogućila slobodnije političko izražavanje, pa se u Hrvatskoj razvio nacionalno–demokratski pokret (Hrvatsko proljeće). Nakon Titove kritike o porastu nacionalizma i slabljenju Jugoslavije, smijenjena su politička vodstva Hrvatske (u prosincu 1971.) i Srbije (u listopadu 1972.), čime je zaustavljen proces demokratizacije. No, suverenitet republika osnažen je donošenjem novog ustava SFRJ 1974., koji je imao i stanovite konfederalne elemente.

### Kriza i raspad
Nakon Titove smrti (1980.), funkcije predsjednika republike preuzelo je kolektivno Predsjedništvo (sastavljeno od po jednog predstavnika republika i pokrajina). Tijekom 1980. – 81. izbijali su radnički štrajkovi širom države, a na Kosovu i albanske demonstracije radi odcjepljenja od Srbije. U drugoj polovici 1980-ih obnovljena su politička sučeljavanja republičkih vodstava oko pitanja državnog uređenja, političkog pluralizma, republičkih ekonomija i dr. Osnaženi su različiti nacionalni zahtjevi te unitarističko jugoslavenstvo, napose u Srbiji i u vrhu Jugoslavenske narodne armije (JNA). Godine 1989. Srbija je ukinula autonomiju Kosovu i Vojvodini (uslijedile su albanske demonstracije na Kosovu, s dvadesetak poginulih), podredila vodstvo Crne Gore, i time ostvarila znatan utjecaj u Predsjedništvu SFRJ (Antibirokratska revolucija). Tijekom 1989. – 90. u jugoslavenskim republikama stvorene su nekomunističke političke stranke. Posljednji kongres SKJ održan je u siječnju 1990. u Beogradu, a komunistička vodstva Slovenije i Hrvatske napustila su kongres zbog neslaganja s unitarističkom i velikosrpskom politikom SK Srbije (pod vodstvom Slobodana Miloševića). Tijekom 1990. u jugoslavenskim su republikama održani višestranački izbori, na kojima su uglavnom pobijedile nacionalne stranke. Reformirani komunisti ostali su na vlasti jedino u Srbiji i Crnoj Gori. Kroz Predsjedništvo SFRJ (uz potporu vrha JNA) odbacivali su slovenske i hrvatske zahtjeve za punom suverenošću republika i preustrojem SFRJ u konfederaciju. Od polovice 1990. Srbija i Crna Gora podupirale su srpsku pobunu u Hrvatskoj (Domovinski rat), što je ubrzalo raspad SFRJ. Slovenija i Hrvatska proglasile su 25. VI. 1991. neovisnost, nakon čega je JNA vojno intervenirala, ali se nakon sukoba u srpnju 1991. povukla iz Slovenije, a nakon agresije i iz Hrvatske početkom 1992. U rujnu 1991. referendumom se za neovisnost očitovala i Makedonija, a u listopadu 1991. BiH je nakon referenduma donijela memorandum o suverenitetu. Radi rješavanja jugoslavenske krize, Europska zajednica (EZ) pokrenula je u rujnu 1991. mirovnu konferenciju. Njezina arbitražna komisija zaključila je 7. prosinca 1991. da je SFRJ u procesu dezintegracije. Članice EZ-a su 16. prosinca 1991. odlučile priznati neovisnost jugoslavenskim republikama (pod uvjetom da one ispunjavaju određena demokratska načela), pa je 15. siječnja 1992. priznata neovisnost Hrvatskoj i Sloveniji, a 7. travnja 1992. Bosni i Hercegovini (22. svibnja 1992. primljene su u UN).

## Politika
Od početka, pa do pred kraj postojanja (slobodni izbori u Hrvatskoj i Sloveniji u travnju 1990.), Nova Jugoslavija bila je pod punom vlašću Komunističke partije Jugoslavije (kasnije mijenja ime u SKJ - Savez komunista Jugoslavije), na čijem je čelu od 1939. do 1980. bio Josip Broz Tito.
Komunistička partija je u desetljećima svoje vladavine koristila apsolutno sve medije, školski sustav i kulturne ustanove radi propagiranja svoje ideologije i opravdavanja svoje vladavine. Ta propaganda nije bila bez ploda, a jedan dio stanovništva ju je zdušno prihvatio kao potpunu istinu i svoj svjetonazor. I nakon što su najmasovnij progoni politikih neistomišljenika iz 1940.-ih godina prošli, u Jugoslaviji se komunistička "istina" branila progonima onih koji su govorili drugačije od Komunističke partije: u SFR Jugoslaviji je bilo, prema procjenama, približno 500 političkih suđenja godišnje. Kazne za tzv. verbalni delikt bile su strože nego za ozbiljne zločine - zakonski minimum je bio 3 godine zatvora. Tako je 1981. godine disident Marko Veselica osuđen na 11 godina zatvora (kazna je kasnije smanjena na 7 godina) zbog kritičkih opservacija o jugoslavenskoj vlasti iznijetih u intervjuu njemačkom "Der Spiegelu". Čak su i donekle tolerantnije vlasti Socijalističke Republike Slovenije samo u 1980. godine progonile 101 djela djela verbalnog delikta, nakon što su u prethodnoj 1979. god. progonile 47 počinitelja takvih "zločina".
Upućene procjene su ukazivale da bi na slobodnim izborima odmah nakon kraja II. svjetskog rata Komunistička partija mogla dobiti oko 30 posto glasova, ali je predizborna kampanja provedena uz grubo manipuliranje sredstvima masovnog priopćavanja, uz pritisak policijskih i drugih državnih tijela na političke neistomišljenike, te uz snažan pritisak protiv "kolebljivih" birača. Oporba je stoga bojkotirala izbore, te su na Jugoslavenskim parlamentarnim izborima 11. studenog 1945. umjesto kutije za oporbu postavljene kutije bez liste, u koju su birači koji su bili protiv KPJ mogli ubaciti svoje kuglice: padanje kuglica se moglo čuti, a narod je znao da će oni koji budu ubacili kuglice u tu kutiju, ili makar ne izađu na izbore biti tretirani kao neprijatelji vlasti. U Hrvatskoj se kutije bez liste pregnantno zvale  "ustaške kutije". Čak i tada su komunisti na terenu - koji su u potpunosti kontrolirali izborne komisije - falsificirali podatke o izlaznosti i danim glasovima. Naposljetku je izvješćeno da je na izbore izašlo 90% birača, od kojih je za Komunističku partiju glasovalo 90%.
I na izborima 1950. godine - tada je kao rezultat komunističke vladavine u Jugoslaviji na selu provođena kolektivizacija s katastrofalnim posljedicama, te je u državi praktično vladala glad koju je ublažavala humanitarna pomoć u hrani iz SAD - komunističke vlasti su sve ponovile. U analizi izbora izrađenoj za Politbiro CK KPH iznosi se. “Pored toga u većini kotareva bile su poduzete mjere protiv neprijateljskih elemenata kao hapšenje, pozivanje na saslušanje, administrativne kazne, otpremanje na radne akcije (Zagrebačka oblast) raskrinkavanje pred masama koje su razbile neprijatelja u jednom dijelu sela i tako su se narodne mase oslobodile straha pred njima i kolebljivi elementi vezali uz nas.“ U takvim uvjetima komunisti opet uvjerljivo pobjeđuju na (nepoštenim) izborima, ali se zbog propagandnih razloga rezultati dodatno krivotvore. Prema podacima Komisije za narodnu vlast CK KPH, u oblasti Zagreb je bilo 15% glasova ubačeno u kutiju bez liste, ali je izvješteno da je takvih bilo manje od 6% glasova. Među krajevima s dosta visokom apstinencijom (apstinente se smatralo "neprijateljima narodne vlasti") je bila Krapina; tu je u izvještaju odaziv koji je bio 59% lažno iskazan brojkom od 91,65%.
Vodeća uloga Komunističke partije Jugoslavije bila je zajamčena ustavom iz 1946. i kasnijim ustavima.
Vojska, koja u početku nosi naziv Jugoslavenska armija, a od 1953. Jugoslavenska narodna armija, bila je pod striktnom partijskom kontrolom te je imala poseban položaj u političkom sustavu. Josip Broz Tito je koncentrirao u svojim rukama sve ključne ovlasti u državi, kako već biva u diktaturama.
U provođenju svoje politike, Tito i KPJ koristili su se svim sredstvima kako bi ostvarivali zacrtane ciljevi, pa je tako puno puta tajna policija vršila ubojstva u zemlji i inozemstvu (na primjer, ubojstva obitelji Ševo i Stjepana Đurekovića).
Nakon Titove smrti, najviše tijelo vlasti u SFRJ postaje kolektivno predsjedništvo od osam članova (po jedan iz svake republike i pokrajine), koji se rotiraju na mjestu predsjedavajućeg svakih 12 mjeseci. Time je nastavljeno nastojanje ka decentralizaciji, započeto 1970-ih godina. Realna politička moć koncentrirana je ponajviše na razini republika i pokrajina; to je, međutim, značilo decentralizaciju političke moći u rukama komunističkih elita republika i pokrajina, a ne stvarnu demokratizaciju.
JNA ostaje jedinstvena i "nadnacionalna", a uz ulogu središnjih tijela Saveza komunista Jugoslavije kao jedine stranke u jednopartijskoj državi, uloga Saveznog izvršnog vijeća SFRJ (savezne vlade), bila je ograničena prvenstveno na ekonomska pitanja. Vrlo kompliciran sustav odlučivanja na saveznom nivou, zamišljen tako da se zadrži ravnoteža između "unitarističkih" i "separatističkih" tendencija, činio je vrlo teškim donošenje, a još više provođenje odluka.

### Jezična politika
U Jugoslaviji se nastavilo (od Države SHS-a, Kraljevine Jugoslavije, gdje je hrvatski jezik došao u kontakt sa srpskim ponajprije u zajedničkim državnim zajednicama) unitarno nastojanje za oblikovanjem srpskohrvatskoga kao "središnjega jugoslavenskoga jezika", u leksiku se nastojalo postići sinonimizacijom hrvatskih i srpskih riječi, leksičkom egalizacijom i postupkom biranja zajedničkih riječi. U praksi se to svodilo na privid jezičnoga jedinstva sve prisutnijim pokušajima uklanjanja, minoriziranja ili prešućivanja hrvatskih i srpskih razlika.

### Organizacija federacije
Prema Ustavu SFRJ iz 1974. godine Skupština SFRJ bila je najviše tijelo vlasti u okviru prava i dužnosti federacije (Parlament). Skupština SFRJ sastojala se od dva doma:
- Savezno vijeće kojeg su činili delegati samoupravnih organizacija i zajednica i društveno-političkih organizacija u republikama i autonomnim pokrajinama.
- Vijeće republika i pokrajina kojeg su činili delegacije skupština republika i skupština autonomnih pokrajina.

Predsjedništvo SFRJ su činili po jedan član iz svake republike i autonomne pokrajine, koga je birala skupština republike/autonomne pokrajine, tajnim glasovanjem na zajedničkoj sjednici svih vijeća skupštine i, po položaju, predsjednik Saveza komunista Jugoslavije. Mandat člana Predsjedništva trajao je pet godina. Predsjedništvo SFRJ imalo je predsjednika kojeg je iz reda svojih članova za vrijem od jedne godine biralo Predsjedništvo. Predsjedništvo je predstavljalo SFRJ u zemlji i inozemstvu i bilo je najviše tijelo rukovođenja i zapovijedanja oružanim snagama SFRJ u ratu i miru, a te ovlasti je u ime Predsjedništva obavljao predsjednik Predsjedništva. Josip Broz Tito imao je titulu Predsjednika Republike bez ograničenja trajanja mandata, odnosno do svoje smrti.
Savezno izvršno vijeće bilo je izvršno tijelo Skupštine SFRJ (Vlada). SIV su činili predsjednik, članovi Vijeća izabrani suglasno načelu ravnopravne zastupljenosti republika i odgovarajuće zastupljenosti autonomnih pokrajina i savezni sekretari i drugi dužnosnici koji su rukovodili saveznim tijelima uprave i saveznim organizacijama određenim saveznim zakonom. Predsjednik i članovi SIV-a birali su se na četiri godine.

### Vanjska politika
Titova Jugoslavija vodila je politiku nesvrstanosti, ali je ovisno o okolnostima naginjala k Zapadu ili k Istoku. Zbog totalitarnog režima nije smjela biti članicom NATO-a, no s NATO-m je bila posredno povezana vojnim sporazumom s Grčkom i Turskom. Direkcija JNA za opskrbu 1980-ih godina imala je ugovor s NATO-m kojemu je izvozila svježe meso, odjeću i uniforme, a također i ugovore s oružanim snagama Norveške, Švedske, Poljske, Čehoslovačke i Mađarske.

## Republike i pokrajine
Od završetka Drugoga svjetskog rata, Jugoslavija je bila federacija šest republika (Bosne i Hercegovine, Crne Gore, Hrvatske, Makedonije, Slovenije i Srbije) te dvije autonomne pokrajine u sastavu Srbije (Kosovo i Metohija te Vojvodina). Republike su uživale međusobno jednak status, a autonomne pokrajine uživale su većinu svoje povijesti status nešto niži od republika. Granice teritorija tih tzv. »konstitutivnih jedinica« određene su pred sam kraj rata u organizaciji AVNOJ-a, no njihovo utančano određivanje nastavljeno je i mnogo poslije. Kasniji ustavi Federacije povećali su autonomiju republika, smanjujući opseg i moć federativnih tijela, a povećali su i autonomiju pokrajina. Pokrajine su u kasnoj fazi Federacije tako uživale gotovo jednaku razinu autonomije kao i republike, no ona im je pred raspad države oduzeta. 
Proglašenjem različitih ustava federativne Jugoslavije, republike su uz Federaciju mijenjale imena. Isprva su one, za vrijeme privremene vlade Demokratske Federativne Jugoslavije, nosile naziv »Federalna Država«. Objavom prvoga Ustava proglašena je Federativna Narodna Republika Jugoslavija, pa su i imena republika promijenjena u »Narodna Republika«. Na isti je način Ustav iz 1963. uspostavio Socijalističku Federativnu Republiku Jugoslaviju, a republike su preimenovane u »Socijalističke Republike«. Taj su naziv nosile sve do omogućavanja višestranačkoga sustava 1990. godine, kada je izraz »Socijalistička« uklonjen iz njihovih naziva.

## Gospodarstvo
Jugoslavija je od 1947. do 1951. provela svoj prvi petogodišnji plan, a idejni tvorac plana bio je Andrija Hebrang. Agrarnom se reformom iz 1945. propisalo zavisno od kvalitete zemljišta, zemljišni maksimum od 25 do 35 hektara, a nacionalizacijom su se povećali državni zemljišni fondovi.
Društveni i politički sustav razvijao se od početka 1950-ih, pod krilaticom jugoslavenski put u socijalizam, u originalnom pravcu nazvanom samoupravni socijalizam, baziranom na tzv. društvenom vlasništvu (umjesto državnog vlasništva, proklamiranog u SSSR-u i drugim komunističkim zemljama) i društvenom (ili "socijalističkom") samoupravljanju. Taj je sustav bio nešto decentraliziraniji i fleksibilniji te je uvažavao neke elemente tržišne privrede što je omogućilo određeni stupanj ekonomske efikasnosti, demokratičnosti i pogodnosti za razvoj standarda i ljudskih sloboda naspram sustava drugih komunističkih zemalja, baziranog na strogoj centralno-planskoj privredi i rigidnoj kontroli.
Za čitavog vremena trajanja socijalističke Jugoslavije, razvijenija područja - Slovenija, Hrvatska i Vojvodina - su bile dužne značajna sredstva ulagati u razvoj slabije razvijenih područja, naime onih koja su do 19. stoljeća predstavljala dio Otomanskog imperija, i koja su u gospodarskom pogledu jako zaostajali za dijelovima Jugoslavije koji su ranije bili dijelovi Austro-Ugarske. U uvjetima socijalističke države, takve investicije u pravilu nisu osiguravale vlasništvo nad poduzećima nastalima u područjima u čiji se razvoj ulagalo. Nisu bogatija područja Jugoslavije bilježila ni neku izrazitu korist od obavljanja vanjskotrgovinskih i financijskih djelatnosti, upravljanja medijskim kućama i znanstvenim ustanovama koje bi radila i za potrebe nerazvijenijih područja: Srbija je uspijevala koncentrirati takve djelatnosti u svojem glavnom gradu Beogradu, koji je ujedno bio i glavni grad SFRJ. Takvo je stanje u Hrvatskoj izazivalo nemalo nezadovoljstvo, o kojem je međutim bilo opasno javno govoriti.
Jugoslavenski model socijalističkog samoupravljanja doživljavao je brojne izmjene i reforme, da bi od 1976. i Zakona o udruženom radu, postao najbliži tzv. tržišnom socijalizmu, odnosno tržišno usmjerenom socijalističkom (radničkom) samoupravljanju.
To je omogućilo stanoviti ekonomski rast 1950-ih godina, čak nekoliko godina skokovit, nakon što je 1953. godine ponovno započela ekonomska razmjena sa zemljama socijalističkog bloka, koja je bila zaustavljena zbog raskola sa SSSR-om, odnosno Informbiroom 1948. godine; zatim i određeni rast životnog standarda 1960.-ih. Tih je godina smanjena i politička represija nad stanovništvom, u čemu je ključni događaj bilo smjenjivanje Aleksandra Rankovića 1966. godine, koji je zastupao centralizam velikosrpskog usmjerenja.
No, krajem šezdesetih godina zbog neuspjeha ostvarivanja ciljeva na gospodarskom planu, vlasti su omogućile jugoslavenskim državljanima putovanje i rad u inozemstvu kako bi svježim novcem koje su slali radnici na privremenom radu spasili posrnulo gospodarstvo. Tada dolazi do značajne migracije stanovništva. Najveći broj radnika (gastarbeitera) koji su tada iselili u Zapadnu Europu potjecao je iz Hrvatske i BiH, pri čemu su migracijama u BiH najviše bila pogođena upravo područja naseljena Hrvatima (najviše zapadna Hercegovina). Deviznim doznakama radnika iz inozemstva unosio se kapital u socijalističku Jugoslaviju. Otvaranje granica poslužilo je i političkoj pacifikaciji socijalističke države, budući je na taj način političkim neistomišljenicima bio otvoren put u inozemstvo.

### Kriza 1980-ih
Sedamdesetih godina uzimaju se strani krediti kako bi se potaknuo rast i razvoj, no, nemogućnost njihova otplaćivanja već u osamdesetima, uzrokovano lošom gospodarskom politikom te zaostalom i nekonkurentnom proizvodnjom, dovodi do kolapsa jugoslavenskog gospodarstva. Pojavljuje se nestašica struje, goriva (par - nepar), kupnja raznih roba isključivo na bonove, nestašica cementa, higijenskih potrepština i ostalih osnovnih stvari za život, a vrhunac krize ogleda se u hiperinflaciji od čak 2500% 1989. godine. Ekonomski kolaps, pored agresivne srpske politike, bio je osnovni uzrok raspada države.
U cijelosti su u 4 i pol desetljeća trajanja SFRJ svi njeni dijelovi napredovali u stupnju industrijalizacije, te je od početka 1950-ih godina kada se gospodarska aktivnost vratila na razine od prije II. svjetskog rata, pa do početka 1980.-ih godina kada je došla na svoju najvišu točku (pretežni dio 1980-ih godina je protekao u produženoj gospodarskoj krizi obilježenoj nestašicama i visokom inflacijom) udio aktivnog stanovništva zaposlenog u poljoprivredi pao sa 68,3 na 35,9 posto. To je, je međutim, samo u manjoj mjeri bio plod uspjeha u razvitku industrije (najuspješnijim industrijskim zemljama poput Francuske, SAD-a, Švedske i Japana trebalo je između 70 i 90 godina za takvu promjenu u sastavu aktivnog stanovništva), a u većoj mjeri je bio plod slabog položaja sela u SFRJ, produciranog od strane službene politike; ruralna se područja sustavno zapostavljalo i zapravo izrabljivalo radi bržeg razvitka gradova. Cjelokupna strategija gospodarskog razvoja socijalističke Jugoslavije bila je zasnovana na ubrzanoj industrijalizaciji; pri čemu se industrijalizacija sagledavala kao sredstvo za realizaciju "širih društveno-ekonomskih ciljeva". Pri tome je nosilac industrijalizacije bila država, te se najvažnije investicijske i trgovinske odluke donosilo na političkoj razini i s političkim pobudama. U takvim uvjetima, razina međunarodne konkuretnosti jugoslavenskog gospodarstva bila je niska - što je preneseno i na gospodarstva država koje su neovisnost stekle raspadom SFRJ.
Jugoslavija se tijekom 1970-ih zadužila u inozemstvu kako bi financirala gospodarski rast i potrošnju. Početkom 1980-ih, s rastom kamatnih stopa i globalnom recesijom, zemlja više nije mogla servisirati svoje dugove. Nedostatak deviza (stranih valuta) značio je da se nije mogla uvoziti sirovina za industriju, kao ni roba široke potrošnje. Tome su pridonijeli i problemi planske ekonomije, neefikasnost i loša koordinacija između republika.
Kriza je kulminirala pred raspad Jugoslavije, tijekom 80-tih, kad u trgovinama povremeno manjkalo osnovnih živežnih namirnica (kava, deterdženti, banane, čokolada i rjeđe ulje, šećer i brašno), a uvode se mjere štednje poput par-nepar vožnje, na osnovu broja registarskih tablica vozila kao i povremene redukcije struje u zimskim mjesecima. Nestašice su uzrokovale čekanje u dugim redovima, kupovinu na crnom tržištu (šverc) i kupovinu u inozemstvu (iznimno popularni su bili šoping-izleti u Trst, Graz ili Klagenfurt) što je opet dovodilo do odljeva konvertibilnih valuta.
Nakon pada Berlinskog zida Jugoslavija je na geopolitičkom i geostrateškom planu postala daleko manje bitna za zapadne države nego što je do tada bila. To je rezultiralo zatvaranjem zapadnih kredita, tako da je konačni krah jugoslavenske ekonomije bio neminovan.

## Stanovništvo
Stanovništvo SFR Jugoslavije po godinama kada su obavljani popisi:
| Godina | Broj stanovnika | Napomene                           |
| ------ | --------------- | ---------------------------------- |
| 1948.  | 15.772.098      | Prvi popis nakon 2. svjetskog rata |
| 1953.  | 16.936.573      | Ponovljeni popis                   |
| 1961.  | 18.549.291      |                                    |
| 1971.  | 20.522.972      | Muslimani priznati kao narod       |
| 1981.  | 22.424.711      |                                    |
| 1991.  | 23.528.230      | Zadnji popis                       |

1948., 3 godine nakon nastanka, napravljen je prvi, tzv. "skraćeni" popis stanovništva u novonastaloj Jugoslaviji prema kojem je ustanovljeno 15.772.098 stanovnika. 
Po prvi put je popisivana "nacionalnost" stanovnika, s mogućnošću da se svatko sam izjasni (ili ne izjasni).
Prema popisu stanovništva iz 1991. Jugoslavija je prije raspada imala 23,528.230 stanovnika. Gustoća naseljenosti bila je 92 stanovnika/km2.

### Etnički sastav
Etnički je sastav 1948. bio sljedeći: Srbi 41,5 %, Hrvati 24 %, Slovenci 9 %, Makedonci 5,1 %, Albanci 4,8 % i drugi. 
Muslimani su tada vođeni kao "Jugoslaveni-neopredijeljeni"; njih je bilo 5,1%, dok se dio stanovništva islamske vjeroispovijesti iz BiH, Srbije i Crne Gore izjasnio kao Hrvati ili Srbi.
| Nacionalnost              | 1971.      | %    | 1981.        | %    |
| ------------------------- | ---------- | ---- | ------------ | ---- |
| Albanci                   | 1.309.523  | 6,4  | ▲ 1.731.252  | 7,7  |
| Bugari                    | 58.627     | 0,3  | ▼ 36.642     | 0,2  |
| Hrvati                    | 4.526.782  | 22,1 | ▼ 4.428.135  | 19,7 |
| Talijani                  | 21.791     | 0,1  | ▼ 15.116     | 0,1  |
| Makedonci                 | 1.194.784  | 5,8  | ▲ 1.341.420  | 6,0  |
| Mađari                    | 477.374    | 2,3  | ▼ 426.865    | 1,9  |
| Crnogorci                 | 508.843    | 2,5  | ▲ 570,298    | 2,6  |
| Muslimani                 | 1.729.932  | 8,4  | ▲ 2.000.034  | 8,9  |
| Srbi                      | 8.143.246  | 39,7 | ▼ 8.136.578  | 36,3 |
| Slovaci                   | 83.656     | 0,4  | ▼ 80.300     | 0,4  |
| Slovenci                  | 1.678.032  | 8,2  | ▲ 1.753.605  | 7,8  |
| Romi                      | 78.485     | 0,4  | ▲ 148.604    | 0,7  |
| Rumunji                   | 58.570     | 0,3  | ▼ 54.721     | 0,2  |
| Turci                     | 127.920    | 0,6  | ▼ 101.328    | 0,5  |
| Jugoslaveni               | 273.077    | 1,3  | ▲ 1.216.463  | 5,4  |
| ostali/ne izjašnjavaju se | 252.330    | 1,2  | ▲ 389.970    | 1,7  |
| Ukupno                    | 20.522.972 | 100  | ▲ 22.438.331 | 100  |

### Gradovi
Najveći gradovi SFR Jugoslavije 1971. bili su:
| Grad       | Stanovništvo (1971.) |
| ---------- | -------------------- |
| Beograd    | 790.100              |
| Zagreb     | 566.100              |
| Skopje     | 312.000              |
| Sarajevo   | 292.200              |
| Ljubljana  | 173.000              |
| Split      | 151.900              |
| Novi Sad   | 141.700              |
| Rijeka     | 132.900              |
| Niš        | 127.300              |
| Maribor    | 97.200               |
| Osijek     | 93.900               |
| Banja Luka | 89.900               |
| Subotica   | 88.800               |
| Kragujevac | 71.200               |
| Priština   | 69.500               |
| Bitola     | 65.900               |
| Zrenjanin  | 59.600               |
| Titograd   | 54.500               |
| Pančevo    | 54.300               |
| Tuzla      | 53.800               |
| Zenica     | 51.300               |

## Kultura

### Državni blagdani
Nova Godina, Dan rada, Dan mladosti, Dani ustanka (svaka republika je imala svoj), Dan borca, Dan JRM, Dan Republike, Dan JNA, Dan dječje radosti.
Pred raspad, Božić, Uskrs i Dan mrtvih su postali neradnim danima. Bilo je i prijedloga da bude i Dan ujedinjenja, 1. prosinca, ali je odbijen, iz razloga što je tada nastala kraljevina SHS, koja nije priznavala nacionalna prava svim narodima.

## Države i poludržave nasljednice
Nakon daljih napetih pregovora na međunarodnom nivou, u siječnju 1992. niz država u svijetu priznaje samostalnost Slovenije i Hrvatske. Zatim su pravo na samoopredjeljenje iskoristili i Bosna i Hercegovina (voljom velike većine Hrvata i Muslimana na referendumu, suprotno volji većine Srba koji apstiniraju) i Makedonija.
Dok je Makedoniju ostavila na miru, Srbija je započela izrazito surovu agresiju na BiH, koja traje 1992. – 1995. Nakon uspješnih operacija u Hrvatskoj, jedinice HVO i Armije BiH, uz podršku iz Hrvatske, prešle su u napadaj i u BiH i ozbiljno potisnule Srbe. Pod međunarodnim pritiskom, slijedi primirje i zatim sklapanje bizarno skalupljenog provizorija s međunarodnim protektoratom nad BiH, koji je doduše zaustavio rat ali na dulji je rok neodrživ. Daytonski sporazum podijelio je BiH na dva dijela - Federaciju BiH i Republiku Srpsku. Danas se Bosna i Hercegovina sastoji od dva entiteta i jednoga distrikta.
Crna Gora i Srbija formirale su novu saveznu državu, koja je do 2003. nosila naziv Savezna Republika Jugoslavija, a nakon toga samo Srbija i Crna Gora. 21. svibnja 2006. Crna Gora organizira referendum o samoodređenju, na kojem se 55,4% birača izjasnilo za osamostaljenje.
Raspad Jugoslavije ostavio je provizornim i status Kosova. Srpske vlasti ukinule su autonomiju i provodile sustavni teror, na koji albanska većina dugo odgovara masovnim nenasilnim otporom. Godine 1997. dolazi do oružanog otpora, formiranjem Oslobodilačke vojske Kosova. Godine 1999., intervencijom zračnih snaga NATO-a, Srbija biva prinuđena povući se s Kosova, čemu slijedi i iseljavanje većine srpskog stanovništva, nad kojem pobjednički Albanci vrše teror.
Kosovo je postalo međunarodni protektorat, pod faktičkom albanskom upravom, ali zbog toga što autonomne pokrajine nisu imale pravo na samoopredjeljenje. U veljači 2008. Skupština Kosova proglasila je Republiku Kosovo, koju je dosad priznalo 85 država članica UN-a i Tajvan.

## Zanimljivosti

### Prva, druga i treća
Riječ je naravno o kolokvijalnim nazivima, uobičajenim u svakodnevnom govoru, ali pojavljuju se i u ozbiljnoj povjesničarskoj i politološkoj literaturi.
Samo ime Jugoslavija označava "državu Južnih Slavena" (vidi članak Južni Slaveni. Službeno se to ime koristi od 1929., kada ranija Kraljevina Srba, Hrvata i Slovenaca nakon uvođenja Šestosiječanjske diktature, dobiva ime Kraljevina Jugoslavija. Državu pod dinastijom Karađorđevića, koja je postojala od 1918. do 1941. (za pojedine države u tadašnjoj međunarodnoj zajednici i do 1945.), nazivamo Prva Jugoslavija.
Slijedila je još tzv. "Treća Jugoslavija", državna zajednica Srbije i Crne Gore, koja je nosila naziv Savezna Republika Jugoslavija od 1992. do 2003. godine, u iluzornom pokušaju da se prikaže kao neposredni nasljednik Druge Jugoslavije. S obzirom na to da su četiri od šest država proglasile razdruživanje iz SFRJ, taj pokušaj zadržavanja imena nije imao nikakvog temelja. Od godine 2003. državni savez nosi ime "Državna zajednica Srbija i Crna Gora". Na referendumu održanom 21. svibnja 2006. 55,4% glasača u Crnoj Gori glasovalo je za osamostaljenje. Crna Gora je ubrzo proglasila osamostaljenja, što je međunarodna zajednica, pa i Srbija, već u lipnju 2006. priznala.

### Četvrta Jugoslavija?
Neki autori čak govore o "četiri" Jugoslavije, a prema konceptima njene strukture, odnosno ustavnog uređenja i koncepta.
Dejan Jović, zagrebački politolog koji predaje u Škotskoj, u svojoj doktorskoj disertaciji a kasnijoj knjizi "Jugoslavija - država koja je odumrla" spominje "prvu" Jugoslaviju kao onu koja je u svom srcu imala ideju stvaranja jugoslavenske nacije, od 1918. do 1939.
"Druga" je bila 'sporazumska', od Sporazuma Cvetković-Maček 1939., kada je stvarena Banovina Hrvatska. Time je priznata hrvatska posebnost, čime se odustalo od ideje stvaranja jedne nacije.
"Treća" je bila Titova Jugoslavija, od 1944. do ustavnih izmjena krajem šezdesetih odnosno početka sedamdesetih. Ona se temeljila na socijalizmu, ali i na jugoslavenstvu. Tito je, primjerice, izjavljivao za sebe da je i Jugoslaven, i da se država ipak temelji na bratstvu i jedinstvu, tj. ideji etničke sličnosti među njenim konstitutivnim narodima.
Četvrta je Jugoslavija po Joviću više Kardeljeva nego Titova. Ona slijedi koncept Ustava 1974., kojega je autor Edvard Kardelj, a trajala je do 1990. i usvajanja novih ustava pojedinih republika SFRJ.

## Vanjske poveznice
- CIA Intelligence Report. „Yugoslavia: The Outworn Structure“  Arhivirana inačica izvorne stranice od 15. listopada 2012. (Wayback Machine) (engl.) CIA Intelligence Report
- Dokumentirana Jugoslavija  Arhivirana inačica izvorne stranice od 25. prosinca 2018. (Wayback Machine) Domaći dokumentarni filmovi o socijalističkoj Jugoslaviji